# Červená Lhota
Červená Lhota é uma comuna checa localizada na região de Vysočina, distrito de Třebíč.